# Prvoslav Mihajlović
Pour les articles homonymes, voir Mihajlović.
Prvoslav Mihajlović (né le 13 avril 1921 à Valjevo dans le royaume de Yougoslavie et mort le 28 juin 1978 à Belgrade) était un footballeur et entraîneur yougoslave-serbe.

## Biographie
Au niveau national, il a joué pour l'équipe de Yougoslavie (13 matchs/6 buts) et participe aux Jeux olympiques d'été de 1948, où son équipe remporte la médaille d'argent, avant de participer deux ans plus tard à la coupe du monde 1950 au Brésil. 
Mihajlović travaille ensuite en tant qu'entraîneur de football et s'occupe de plusieurs équipes, comme l'OFK Belgrade puis de la sélection yougoslave conjointement, où il prend part à la coupe du monde de football 1962.
Il devient ensuite le secrétaire et directeur technique du Partizan de Belgrade (entre 1959 et 1963), avant de partir travailler à Alexandrie en Égypte (entre 1963 et 1967) puis à Münster, RFA (1967), avant de rentrer au pays en 1967 au Partizan. Il part ensuite au Koweït puis retourne au Partizan.